# Wiera Czarnogórska
Wiera Czarnogórska także Wiera Petrović-Niegosz (ur. 22 lutego 1887 w Cetyni, zm. 31 października 1927 w Antibes) – księżniczka czarnogórska, członkini rodu Petrović-Njegoš, córka króla Mikołaja I Petrowića-Niegosza.

## Życiorys

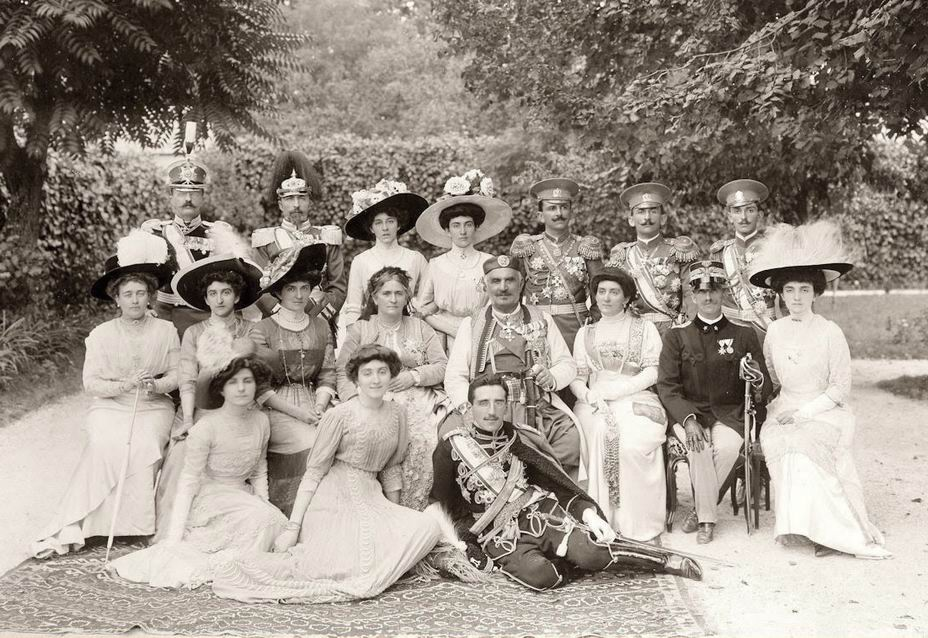
Wiera z rodziną Petrović-Niegosz

Wiera Petrović-Niegosz urodziła się 22 lutego 1887 r. w Cetyni. Była córką króla Mikołaja I Petrowića-Niegosza (1841–1921) i jego żona Mileny Vukotić (1847–1923). Miała osiem sióstr i trzech braci. Najstarsza siostra Zorka wyszła za mąż za Piotra I – króla Serbii i Jugosławii, a dwie inne – Anastazja i Milica zostały wielkimi księżnymi Rosji. Dzięki korzystnym małżeństwom córek jej ojciec zyskał przydomek „teść Europy”. Podobnie jak jej siostra Ksenia nie wyszła za mąż. 
Różniła się od innych sióstr cechami psychofizycznymi, była wrażliwa i delikatna, uzdolniona w kierunku malarstwa. Wyrosła na piękną i elegancką damę. Odegrała znaczącą rolę w pracy humanitarnej, gdy wraz ze swoją szwagierką, księżną Juttą, podczas I wojny bałkańskiej, jako pierwsza przybyła z pomocą rannym w eksplozji w barskim porcie. Angażowała się w pomoc bojownikom i rannym z narażeniem życia, gdyż w Czarnogórze wybuchły epidemie ospy, tyfusu i cholery. Za swoje działa otrzymała „złoty medal za gorliwość i miłosierdzie”. Pomoc humanitarną okazywała także emigracji. Zmarła w 1927 r. i została pochowana w San Remo. Pośmiertnie jej zwłoki zostały przeniesione na Cmentarz Zamkowy w Cetyni.  